# Möllensdorf
Möllensdorf ist ein Ortsteil der Stadt Coswig (Anhalt) im Landkreis Wittenberg in Sachsen-Anhalt.

## Geografie
Möllensdorf am Südrand des Vorfläming liegt nordwestlich von Wittenberg und etwa sieben Kilometer von der Elbestadt Coswig (Anhalt) entfernt. Das Dorf liegt im 2005 erklärten Naturpark Fläming.

## Geschichte

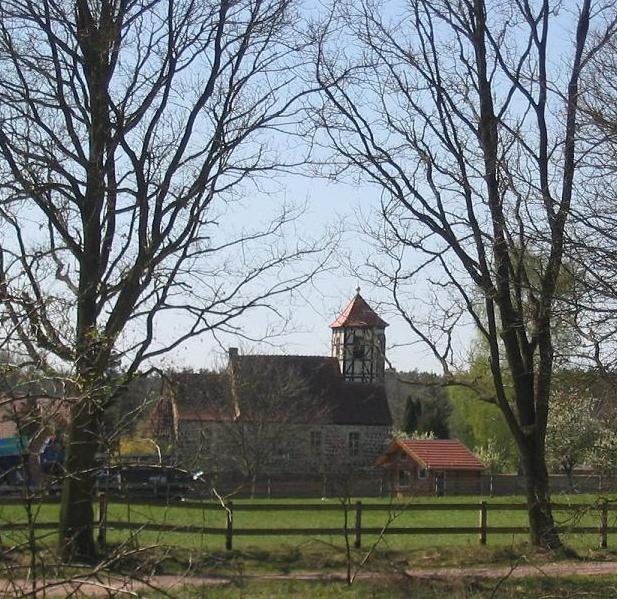
Feldsteinkirche, wahrscheinlich 12. Jahrhundert

Möllensdorf tauchte erstmals 1356 in einem Register auf. Die Dorfkirche wurde aus Findlingen errichtet.
Die Wälder um Möllensdorf gehörten einst der Malerfamilie Cranach aus Wittenberg, die dort Kämmerer- und Bürgermeisterämter innehatten.
Am 20. Juli 1950 wurde die bis dahin eigenständige Gemeinde Pülzig nach Möllensdorf eingemeindet.
Am 1. Juli 2007 wurde die Gemeinde Möllensdorf aufgrund der Kreisgebietsreform vom ehemaligen Landkreis Anhalt-Zerbst in den Landkreis Wittenberg umgegliedert.
Am 1. Juli 2009 wurde Möllensdorf mit 175 Einwohnern auf 10,62 km² (31. Dezember 2007) nach Coswig (Anhalt) eingemeindet. Der letzte Bürgermeister war Lothar Kruschel.

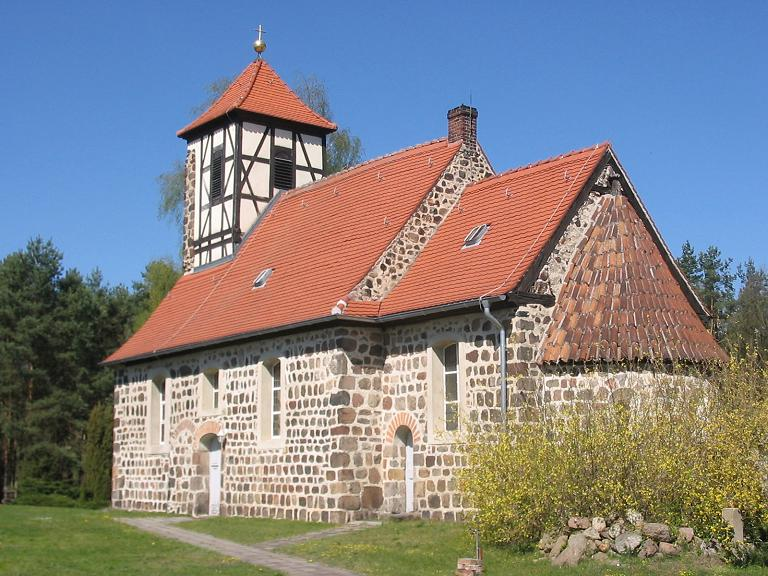
Dorfkirche Möllensdorf

## Dorfkirche
Die Dorfkirche Möllensdorf ist ein kleines spätromanisches Feldsteinbauwerk mit regelmäßig geschichtetem Mauerwerk. Im Osten ist ein eingezogener Rechteckchor mit Apsis angefügt. Über dem Westgiebel sitzt ein Dachreiter aus Fachwerk mit massiver Westwand. An der Chorsüdseite ist eine rundbogige Priesterpforte angeordnet, die wie die Apsisfenster im Ursprungszustand erhalten ist. Die übrigen Fenster sind wie das Südportal zur Barockzeit verändert worden. Innen ist das Bauwerk flach gedeckt. Eine Umgestaltung des Innern erfolgte 1992, wobei Fragmente wohl mittelalterlicher Wandmalerei in der Apsis freigelegt wurden; die barocke Ausstattung ist seitdem stark reduziert. Eine Bronzeglocke wurde von Carl Friedrich Ulrich aus Laucha 1885 gegossen.

## Verkehrsanbindung
Die Gemeinde wird von der Landesstraße 123 (Coswig–Straach–Niemegk) durchquert, der Autobahnanschluss Köselitz an der Bundesautobahn 9 (Berlin–München) ist etwa zehn Kilometer entfernt. Die nächsten Bahnhöfe befinden sich in Coswig und Griebo (Strecke Dessau-Roßlau–Wittenberg).